# Helagsfjeldet
Helagsfjeldet (sv. Helagsfjället eller  Helags, sydsam. Maajåelkie) er et fjeld beliggende cirka 12 km nordvest for Ljungdalen, Bergs Kommune i den nordvestlige del af Härjedalen nær grænsen til Jämtland og Norge.
Fjeldets højeste top, Helags, er 1.796 m.o.h., og er dermed den højeste bjergtop syd for polarcirklen i Sverige. På den sydvestlige side af fjeldet findes toppen Predikstolen (1.682 m.o.h.). Fjeldet har en meget markant profil og rejser sig stejlt 700 meter over højdeplateauet.
Sammen med Sylan udgør Helagsfjeldet det sydligste højfjeldsområde i Sverige. På fjeldets stejleste, østlige side findes Helagsgletcheren, som er 600 meter lang med en formodet maksimal tykkelse på 50 meter. Gletsjeren har udviklet sig fra det permanente snelag i en slugt på bjergsiden.
Ved foden af bjerget findes Svenska Turistföreningens Helags fjeldstation, som er velbesøgt under sommer- og vintersæsonen.

## Billeder
- Gletsjeren i august 2009
- Helags i midten af juni 2009 set fra Dunsjöfjället.
- Udsigt fra toppen ned i gletcherskålen